# Échelle mobile des salaires
L'échelle mobile des salaires, appelée indexation automatique des salaires dans certains pays, consiste à augmenter les salaires en fonction de l'augmentation des prix afin de conserver le pouvoir d'achat des salariés face à l'inflation, dans un esprit de justice sociale au sein du monde du travail.
En l'absence d'échelle mobile des salaires, le rapport de forces est  en défaveur des salariés, à cause du chômage et de la précarité. Des remises à niveau peuvent être effectuées lors des négociations annuelles des salaires, ou à l'occasion de conflits sociaux, et dans certaines branches professionnelles ou pays, ces remises à niveau sont prévues par les conventions collectives. 
Cette mesure fait l'objet de débats et controverses. Les organisations patronales s'y opposent  en mettant en avant le risque de perte de compétitivité entrainée par une  spirale prix salaires que celle-ci peut enclencher. Les organisations syndicales y sont favorables au vu de la détérioration du partage de la valeur ajoutée au détriment des salaires et en faveur des profits.
L'Union Européenne estime que les clauses d'indexation des salaires peuvent faciliter la conclusion de conventions pluriannuelles. Les travailleurs de la Belgique, de Chypre, de Malte et du Grand-Duché du Luxembourg, bénéficient encore de l’indexation automatique des salaires.En France, le SMIC reste le seul salaire indexé automatiquement sur l'inflation par la loi.

## Histoire
Depuis 1945, la notion d'échelle mobile des salaires a souvent été liée à celle d'indexation des salaires sur les prix, notamment en France en 1982 et en mars 1983,, et au souci de mettre en place des « politiques des revenus », qui s'est manifesté dans les grands pays industrialisés pendant quatre périodes : 
- l'immédiat après-guerre[3] ;
- le début des années 60[3] ;
- les années 1968 à 1972[3] ;
- après le premier choc pétrolier[3].

### L'immédiat après-guerre
En 1945 et peu après perdure une inflation résultant de pénuries de biens de consommation, causées par des capacités de production  "sévèrement amputées"et difficiles à reconstituer, faute de dollars pour l'importation de biens d'équipement. Pour juguler la demande, de nombreux pays recourent à la "politique des revenus" en concertation avec les fédérations d'employeurs et les syndicats : Scandinavie, Pays-Bas, Autriche et Grande-Bretagne. Souvent proches des partis au pouvoir, ces syndicats  craignent le retour au chômage de masse des années 1930 et recherchent un moyen équitable, en plus des mesures de rationnement, de répartir des biens de consommation trop rares. Ils adhèrent à une indexation générale des salaires, acceptée aussi par les employeurs, malgré l'inconvénient ultérieur et prévisible d'une spirale prix-salaires perpétuant, l'inflation des premières années. D'autres facteurs jouent en France et en Italie, confrontés à la force du Parti communiste et du syndicat lié, hostiles à tout consensus sur une politique des revenus.

### Les années 1960
Au début des années 1960, "pour la première fois depuis la guerre", la concurrence internationale par les prix devient importante, stimulée par de nouvelles usines en  Asie du Sud-Est et la création de la Communauté Economique Européenne, dans des économies "proches du plein emploi", propice aux revendications salariales. La politique des revenus devient une "opération de relations publiques" visant à influencer l'opinion et les partenaires sociaux impliqués dans les négociations salariales, pour valoriser les avantages concurrentiels d'un double frein à la hausse des prix et des salaires. Une autre idée le légitime, développée dans les media, corréler le gain moyen par salarié à la productivité moyenne du travail et c'est aux États-Unis qu'on s'y "réfère le plus".
En France, "le paradigme du monde économique est alors fordiste-keynésien" ce qui domine jusqu'au  Sixième plan élaboré en 1970 et le gaullisme des années 1960 incarne la nécessité d'assurer "la paix sociale par une redistribution forte". Pays scandinaves et Grande-Bretagne ne sont pas en reste car ils tiennent à conserver leur compétitivité face à la hausse des prix industriels plus modérée connue par les États-Unis, l'Allemagne, et surtout Japon. Les États des pays scandinaves se placent ainsi au centre de négociations collectives désormais tripartites, tandis qu'un "conseil des prix et des revenus" anglais étudie et fait connaître les évolutions de la productivité par branches professionnelles. Un peu partout se renforce un souci d'informer le public sur la marge de progrès des revenus qui soit "compatible avec la stabilité des prix", voire une une modeste augmentation des profits et des prélèvements fiscaux.

### La période 1968-1972
Les troubles sociaux de la période 1968-1972, avec mai 1968 en France et un mouvement similaire en Italie voient les leaders syndicaux "souvent débordés par des meneurs gauchistes", avec pour résultat "deux vagues successives de hausses accélérées des salaires, l'une en 1968- 1970, l'autre en 1972-1973". Elles sont également nourries par l'embellie "de la demande et des prix sur les marchés internationaux", à laquelle contribue aussi la guerre du Vietnam. Plusieurs gouvernements réagiront par la suite par le blocage des revenus et des prix, mais dans un premier temps des employeurs, privés et publics, accordent des hausses de salaires imprévues et élevés afin d'éviter des troubles aussi graves qu'en France, qui ont réveillé la combativité dans plusieurs pays européens, avec en particulier la grève des mineurs britanniques de 1969.
En France, ou les grandes écoles sont depuis plus d'une décennie le "creuset" des idées de compétitivité du saint-simonisme, des mesures fiscales viennent réagir à la hausse générale de 10% des salaires négociée par les accords de Grenelle en Mai 68 en plus des 35% de relèvement du SMIC: Charles De Gaulle relève en décembre 1968 de 2,5 points le taux normal de TVA, décision considérée comme l'ancêtre de "TVA sociale" qui "contribua a doper les exportations", afin de financer la suppression de l'impôt sur les salaires pour rétablir la compétitivité, et en août 1969 le nouveau président Georges Pompidou dévalue de 12,5%. Résultat de ces deux mesures, l'inflation en France est plus élevée lors des années 1968 et 1969 qu'avant, passant de 2,7% en 1966 comme 1967, à ensuite 4,5 % en 1968 et surtout 6,5% en 1969, soit plus de 5% de plus sur le total des deux années, avant de revenir à 5,2% en 1970,.
En Grande-Bretagne, face à un début d'accélération de l'inflation, le gouvernement avait dès mars 1968 plafonnée à 3,5% par an la hausse maximum des salaires et des dividendes. Cette fourchette est révisée, portée à 2,5 à 4,5 % dès décembre 1969, tandis qu'en Belgique, une loi de décembre 1968 sur les conventions collectives leur laisse au contraire les coudées franches pour l'indexation des salaires. En novembre 1972, Londres décide cette fois un blocage de trois mois pour les salaires, comme pour les loyers, prix et dividendes. Danemark et Suède bloquent les prix, plus tôt, dès fin 1970-début 1971 et la Norvège fait de même pour les prix et les salaires en 1971. En France, le contrôle des prix n'est renforcé par le gouvernement de Jacques Chaban-Delmas que fin 1971-début 1972, peu avant que ce dernier perde son poste de Premier ministre. Son directeur de cabinet Jacques Delors souhaitera dix ans après modifier les anticipations d'inflation dans les conventions collectives, dont certaines ont à partir de 1973 et jusqu'en 1980 inclus des formes proches de l'indexation, malgré l'interdiction légale datant des ordonnances de décembre 1958, selon l'étude publiée par deux économistes en 1989 sur les conventions collectives dans huit branches, même si concernant la période 1970-1982, seules sont disponibles l'évolution des salaires minima de branches, et pas les salaires effectivement versés.
Le premier choc pétrolier de la fin 1973 modifie radicalement la donne, car il entraîne des "désordres monétaires": en France, un "plan de stabilisation" pour "ralentir l'inflation" est déployé dès le printemps 1974 par Jean-Pierre Fourcade suivi en 1975 par un "plan de relance ambitieux et un après par le plan Barre, qui est le premier tournant libéral important avant ceux des USA et de l'Angleterre. En Belgique le gouvernement Tindemans II, s'inquiète d'une inflation de 10,8% en septembre 1975 et bloque à partir de janvier 1976, les tarifs des services publics, loyers, dividendes, assurances, ou encore de l'eau, gaz, et électricité, mais face au tollé des syndicats, il a renoncé à supprimer l'indexation automatique des salaires, décidant que les salariés belges gagnant moins de 4400 francs français par mois (80 % du total), continueront à en bénéficier. Il avait dans un premiers prolongé automatiquement de neuf mois, les conventions collectives non arrivées à échéance le 31 octobre, soit de fait un blocage des salaires À partir du 1er janvier 1977, l'indexation est remise en place" et fonctionné normalement jusqu’en mars 1982.
Aux Pays-Bas, le pays le moins touché par les grèves des années 1960, le gouvernement commence par plafonner en 1971 les hausses de salaires, avant de parvenir en décembre 1972 à un consensus associant les partenaires sociaux, salariés et employeurs sur l'évolution des revenus. Au-delà des effets de "stop and go" parfois reprochés aux politiques économiques de certains pays, en particulier au Royaume-Uni, il y a une tendance globale à des mesures expansionnistes dans la plupart des pays industrialisés fin 1971-début 1972, qui est surtout une réaction de rééquilibrage consensuel après des politiques de "freinage" de la demande et des prix déployées en 1970-1971.
En France, à partir de 1968, "la pratique de l’indexation est réapparue peu à peu", mais indirectemnt "tout d’abord", par l'exercice des clauses de renégociation autorisées par la loi, puis "à partir de 1970, très ouvertement",, même si le législateur a pris soin de stipuler le 2 janvier 1970 en créant le SMIC, qui remplace le SMIG, que toute référence à l’évolution du SMIC comme base des autres types de rémunération est proscrite.
Le bilan global en 1973 était souvent mitigé, avec "l'abandon de ces politiques par plusieurs pays", tandis que l'Allemagne et la Suisse sont les pays européens à n'avoir pris pratiquement aucune mesure pour contrôler ou bloquer, que ce soit les prix ou les salaires.
Car malgré ces tendances générales, dans plusieurs pays d'Europe, les négociations salariales se déplacent au niveau de l'entreprise, comme pour les mineurs anglais, sous la pression de salariés mécontents du caractère modéré des revendications syndicales.
En Amérique du Nord, tant aux États-Unis qu'au Canada, cette politique dite "des revenus" était considérée seulement comme une intervention ponctuelle, dont l'objectif était plutôt à court terme pour renverser les anticipations de hausse des prix, et surtout ainsi les revendications qu'elles entretenaient. Cependant, le président américain Richard Nixon décide en 1971 un blocage de tous les prix, salaires et profits aux États-Unis, pour trois mois. Puis il opte pour des mesures de contrôle en 1972-1973.

### L'évolution après le second choc pétrolier de 1979

#### L'évolution générale
Selon une étude de l'OCDE de 1989 des "politiques microéconomiques" et des "réformes institutionnelles" appliquées "peu ou prou dans tous les pays de l'OCDE" à partir de la fin des années 1970 et peu après ont essayé de réduire "le degré d'indexation des salaires sur les prix".
Selon cette étude, dans les années précédentes, "la généralisation de l'indexation, afin de compenser la hausse des prix, est à l'origine de problèmes dans de nombreux pays", en particulier d'inflation élevée, et ces pays ont ensuite "cherché à y remédier et à rendre les salaires réels plus flexibles par une désindexation partielle".

#### Diversité et convergence des ajustements en Europe
- Dans les pays nordiques, l'indexation a été suspendue en 1983 au Danemark. Dans les deux autres pays, en Suède et Finlande, des « clauses d'indexation » avaient été « provisoirement autorisées », mais à partir du début des années 1980, l'indexation ne se base plus que sur le « taux d'inflation attendu »"[17]
- En Italie et en Belgique, l'indexation sur l'inflation était encore en 1990 "une tradition bien ancrée"[17], même si des réformes ont émergé en 1982/1983[17]. Par la suite la « scala mobile » a été abandonnée au début des années 1990[18]. En Belgique, elle était toujours à l'œuvre en 2023[18],[19],[20].
- Chypre, Malte et le Grand-Duché appliquaient toujours un mécanisme du même genre en 2023[18].
- Au Portugal, à partir de 1986, les négociations salariales prennent en compte "les hausses de prix attendues et non passées"[17].
- En Amérique du Nord, les clauses d'indexation « résultant des négociations directes entre syndicats et employeurs ont peu à peu prévu des ajustements moins importants à partir de la fin des années 70 »[17] et qui ont même disparu sur la période critique de 1982-1984, suivant la récession, au cours de laquelle « les salaires nominaux ont diminué dans certains cas »[17].
- Au Royaume-Uni, « l'indexation informelle était un élément important des négociations salariales » dans les années 1970 mais une « réorientation » est décidée sous l'égide du gouvernement de Margaret Thatcher en 1979, en direction d'une « décentralisation du processus »[17].
- En Allemagne, la loi interdit que les contrats prévoient une clause d'indexation[17]. Dans ce pays mais aussi en France et au Royaume-Uni, l'intéressement du personnel au résultat a augmenté tandis que "les clauses de productivité, les primes et autres systèmes de participation aux bénéfices se sont multipliés"[17].

## L'échelle mobile des salaires selon les pays
L'échelle mobile des salaires a été le but de luttes sociales au 20e siècle pour des raisons de justice sociale. L’indexation des salaires sur les prix fut adoptée dans des pays européens, en France de 1952 jusqu’en 1983, en Italie de 1946 à 1992, au Luxembourg de 1921 à 2022. Elle est encore en vigueur en Belgique depuis 1920, aux Pays-Bas depuis 1965, au Danemark dèpuis 1945.

### Belgique

#### Entre-deux-guerres
Au début de l'Entre-deux-guerres, le pouvoir d’achat des Belges est "sérieusement attaqué". À la fin de la première guerre mondiale, les salaires sont en Belgique "demeurés pratiquement stables jusqu’à la fin de 1917", sans suivre les prix des denrées alimentaires qui ont progressé de 100 à 300 % dans les produits fournis par les magasins communaux de ravitaillement. Les prix ont baissé "assez sensiblement", mais en restant très au-dessus du niveau "observé en 1914": l'indice des prix de détail à Bruxelles restait à 350, en moyenne en 1919, puis 450 en 1920 et 400 en 1921, pour une base 100 en 1914. Patrons et syndicats recherchent alors des "formules permettant aux salaires d’augmenter proportionnellement à l’évolution du coût de la vie", débouchant sur une "première convention" au sein de la Commission nationale mixte des Mines le 28 juillet 1920: les salaires suivront l’index des prix de détail général moyen, publié chaque mois par la Revue du Travail. Les pouvoirs publics ne suivirent qu’en partie, préférant d'abord accorder aux agents de l’État une indemnité de vie chère uniforme, variant selon l’évolution de l’indice des prix de détail. L'arrêté royal du 1er décembre 1924 décide ensuite que leur traitement principal sera composé d’une partie fixe et d’une partie mobile, qui remplace l’indemnité. Mais à partir de 1928, leurs traitements "furent fixés sans référence directe à l’évolution du coût de la vie".

#### Années 1960 et 1970
La loi du 5 décembre 1968 sur les conventions collectives et leurs 155 commissions paritaires leur laisse les prérogatives sur l'indexation des salaires. Après le premier choc pétrolier l'inflation grimpe à 10,8 % en septembre 1975, amenant le gouvernement Tindemans II à vouloir supprimer l'indexation automatique des salaires sur les prix,mais face aux réactions des syndicats, il a finalement annoncé que 80 % des salariés belges, ceux gagnant moins de 4400 francs français par mois, continueront à en bénéficier, tout en maintenant le blocage imposé à partir de janvier 1976, des tarifs de la plupart des services publics, mais aussi des loyers, dividendes, assurances, ou encore de l'eau, gaz, et électricité. Il avait dans un premiers prolongé automatiquement de neuf mois, les conventions collectives non arrivées à échéance le 31 octobre, soit de fait un blocage des salaires. À partir du 1er janvier 1977, le système d’indexation a été "remis en place", fonctionnant normalement jusqu’en mars 1982 et aux Pays-Bas voisins, où en 1976 le gouvernement avait bloqué les salaires à deux reprises en 1976, un mouvement de grève s'étend en février 1977 avec en perspective les élections législatives du 25 mai, "bien que le patronat ait fait une concession importante aux deux syndicats, socialiste et chrétien, en promettant pour 1977 une indexation automatique des salaires".

#### Années 1980
La dévaluation de février 1982, décidée par surprise par une coalition politico-syndicale secrête appelée "groupe de Poupehan a pour inconvénient de renchérir l’inflation des importations libellées dans une devise étrangère, d'où la nécessité de contrôler les prix et donc l'accompagner de l’application de mesures annexes, comme un blocage des prix et des salaires, pour "empêcher une poussée d’inflation". 
L'arrêté du 26 février 1982 suspend l’indexation des salaires dépassant  27.357 FN bruts par mois jusqu’au 31 mai 1982 et décide que du 31 mai au 31 décembre 1982, seule la tranche inférieure à ce montant est indexée, ce qui est encore prolongé de quelques mois le 30 décembre, quand l'indexation devient axée sur la "moyenne arithmétique des quatre derniers mois".

#### Années 1990
Par la loi de 1996 sur la compétitivité, le pays s'est ensuite doté d'un mécanisme empêchant l'envolée des salaires: il fixe "un pourcentage maximal d’augmentation des salaires qui tient compte de l’évolution des salaires dans les pays voisins". Cette norme salariale est négociée par les partenaires sociaux puis fixée dans une convention collective de travail ; à défaut d'accord, elle peut être imposée par le gouvernement.
La Belgique reste l’un des rares pays d’Europe où les travailleurs bénéficient de l’indexation automatique des salaires. Ce système d'indexation salariale est basé sur l'index (plus précisément sur l'Indice santé lissé : calculé hors tabac, carburants et alcools) et fonctionne sur le principe des seuils (indice-pivot). Les salaires du privé, les traitements des fonctionnaires et des travailleurs du secteur public, de même que les revenus de remplacement des chômeurs sont pris en compte avec des nuances dans les règles d'application.
Cette indexation ne suit pas totalement la hausse des prix matérialisée par l'inflation, dans la mesure où le panier utilisé pour la calculer évolue (notamment en faveur de nouveautés technologiques dont le prix est souvent amené à baisser rapidement), où elle ne prend pas en compte les carburants, dont les prix évoluent différemment des autres produits du panier, où l'indexation se produit selon le dépassement d'un indice pivot, et parfois une seule fois par an, ce qui introduit un délai entre l'inflation et l'indexation, et où des sauts d'index ont été observés (le dernier en 2016), réduisant de façon définitive le pouvoir d'achat de 2% (l'index fonctionnant par seuil de 2%).

#### Années 2010
Dans une étude de 2012, la Banque nationale de Belgique a estimé que l’indexation "ne donne pas nécessairement lieu à long terme à une évolution nominale plus rapide des coûts salariaux" et sa "sauvegarde s’est faite dans le cadre d’un de ces compromis dont les Belges ont le secret", avec une réforme importante décidée au milieu des années 2010 par le gouvernement de coalition entre les libéraux et les nationalistes flamands dirigé par le Premier ministre Charles Michel, qui décide que les salaires nominaux sont gelés jusqu’à ce que l’inflation progresse de plus de 2%. Ce gouvernement belge a ainsi décidé "de ne pas tenir compte de la hausse des prix", pourtant proche de 2%, ce qui "affecte encore le niveau de vie des salariés" une décennie après car ces 2% "manquent et manqueront pendant des années" selon les syndicats, d'autant que l’indice retenu pour la référence "un panier de 600 produits et services témoins" constatés dans 65 villes différentes ne tient "plus compte" depuis 1994 du tabac, de l’alcool ni de l’essence"selon les décisions de commission s'en occupant, composée de représentants du monde académique et des partenaires sociaux.
Environ 60 % des salariés belge bénéficient d'une indexation à date fixe, prévue par les conventions collectives, tandis que pour fonctionnaires, l’indexation n'intervient que lorsque l’indice des prix de référence atteint un certain niveau. Selon une estimation donnée au journal français "Options" par Olivier Starquit, de la Fédération générale du travail de Belgique, les négociations d’entreprise étaient "peu fréquentes" encore en 2022 au moment du regain d'inflation et de la flambée des coûts de l'essence.

#### Années 2020
Au début des années 2020, les syndicats belges estiment que le dispositif actuel « bride la négociation salariale et comprime les salaires », selon l'économiste du PCF Évelyne Ternant. Si par le passé, l'OCDE a plaidé pour la suppression de l'indexation automatique des salaires, elle estime désormais qu'il s'agit d'un système qui permet de soutenir la demande intérieure,. Le quotidien économique belge L’Écho a observé les avantages de l'indexation dans un article du 19 juillet 2022.
En 2022 cependant, la FEB (Fédération des entreprises de Belgique) propose la suppression, le blocage temporaire ou une réforme structurelle de l’indexation automatique des salaires, tandis qu'Unizo (l'Union flamande des Entrepreneurs indépendants) demande des adaptations. À l'inverse, les organisations syndicales plaident pour son maintien.
Selon Étienne de Callataÿ en l'absence d'indexation, « l’inflation permet de contourner la rigidité à la baisse des salaires apparents, ou nominaux et, là où et quand c’est nécessaire, de faire baisser le coût réel du travail » : une « piste pourrait être de transformer l’indexation automatique en l’octroi d’un montant identique à tous les salariés », mais Mateo Alaluf estime lui que la désindexation est un élément des réformes néolibérales, le « système de protection sociale est fondé sur des droits et ne relève pas de la charité. L’indexation de tous les revenus participe à solidariser la société ». Selon Bernard Delbecque, Professeur d'économie belge, « Préserver la paix sociale est un objectif suffisamment important pour conserver le mécanisme d’indexation automatique des salaires ».

### Brésil
Le Brésil, dans le cadre du plan Cruzado, sous la présidence de José Sarney (1985-1990), instaure brièvement une échelle mobile des salaires pour tenter de lutter contre l'inflation et apporter une protection des salariés contre une éventuelle hausse de l'inflation dans le futur. Si l'inflation atteint un niveau supérieur à 20 % en moins d'un an le déclenchement de l'échelle mobile permettra un retour au niveau salarial initial. Sinon, seulement 60 % de l'inflation sera pris en compte. Il faut aussi constater que « Selon les données de l'Institut brésilien de Géographie et Statistique (ibge), la population occupée en 1983 était de 48,5 millions. Seuls 16,6 millions possédaient la carte de travail signée par le patron, situation qui caractérise un emploi régulier »
Cette mesure a été abandonnée et n'a plus été remise en place.

### France
En France, le législateur se préoccupe particulièrement de l'échelle mobile des salaires dans les périodes d'inflation et de dépréciation monétaire, en particulier au cours de deux périodes (1936-1958 et 1950-1952), en raison de "la conjoncture économique" et de "la prépondérance un moment donné de certains idéaux sociaux", périodes durant lesquelles le groupe ouvrier, face à celui des employeurs, publics ou privés, dispose d'une "force sociale". Dans les deux cas, il s'agit d'une "simple tentative pour protéger de la dépréciation le pouvoir achat" et la loi laisse en fait "aux parties contractantes ou aux arbitres la plus grande liberté dans établissement des conventions renfermant une clause échelle mobile prévoyant ajustement des salaires au mouvement des prix", ce qui se traduit par la "multiplicité et la variété" des expériences d'échelle mobile des salaires, qui sont au nombre de près de 40 en France en 1951.
Cependant, la loi de 1952 prévoit une indexation automatique, mais seulement dans le cas précis où l'inflation dépasse 6% l'an, dans le but de décourager les entreprises de poursuivre les hausses de prix démesurées qui en 1951 avaient fait suite à la guerre de Corée qui avait sévi en 1950. Cette indexation automatique ne sera pas appliquée, l'inflation ayant été ramenée par la suite à moins de 6%.

#### Genèse des années 1920 et 1930
L'idée d'une indexation générale des salaires fut à sa genèse en 1919-1920 en France une revendication de justice, avant d’être légitimée par la théorie keynésienne au milieu du XXe siècle. Le projet d'échelle mobile des salaires monte après la première guerre mondiale car le pouvoir d’achat des salaires est "significativement réduit" quand les salaires restent souvent inchangés alors que les prix, "bloqués pendant la guerre", sont libérés. Le décret du 19 février 1920 créé une commission pour le calcul des indices du coût de la vie mais le législateur, pour autant, ne veut pas entendre parler d'une échelle mobile. Des commissions mixtes ouvrières et patronales sont mises en place dans certaines villes, chargées de suivre périodiquement la variation des prix, afin d'attribuer des "indemnités de vie chère". Première étape, la création d'un indice officiel du coût de la vie en 1920. Une des premières conventions collectives en France, signée dans les imprimerie de presse en 1921, stipule une échelle mobile des salaires prévoyant une variation strictement proportionnelle de salaire à toute variation de l(indice du coût de la vie, mais c'était déjà le cas dans les mines aux États-Unis dans les années 1870et dès 1907, la question se posait "dans toute son ampleur" en Grande-Bretagne, également à propos des salaires des mineurs
Les avancées de 1920 ouvrent la voie au principe de négociations collectives, "devenues désormais obligatoires au niveau des branches professionnelles" en 1936 sous le Front populaire. La loi du 24 juin 1936 institue un salaire minimum, spécifique à chaque catégorie professionnelle et par région. Les conventions collectives négociées après visent à l'insertion d'une clause échelle mobile. Celle de l'imprimerie reprend une clause de celle de 1921. Cette loi stipule que  les conventions collectives doivent prendre en compte du niveau des prix, mais c'est laissé à l'appréciation d'un arbitrage. D'autres professions suivent, métallurgie, bâtiment et livre mais la loi ne leur offre que peu de prise, car l'influent économiste André Tardieu, qui a dirigé trois gouvernements au début des années 1930, est très hostile à ce qui peut ressembler à des rigidités économiques . Les clauses d’indexation des conventions collectives négociées sont "presque toujours très prudentes", ce qui entraîne "dans la plupart des cas" le rejet des "recours à l’arbitrage intentés par les syndicats, permettant à l'inflation de profiter "principalement aux employeurs, privés et plus encore publics".
Les arbitres acceptent parfois, via des sentences arbitrales souvent identiques, des ajustements de salaires après coup, dès lors qu'il n'y a pas de dispositions impliquant le renouvellement automatique, car pour eux un "ajustement complet et automatique" des salaires sur les prix est un risque pour l'économie. Deux ans après, la loi du mars 1938 permet à l'État de décider lui-même une "extension des sentences arbitrales en vue de régler un différend" entre syndicats et patronat. Cette loi autorise par ailleurs une action en révision des clauses salariales des contrats de travail, à condition que la hausse du coût de la vie ait dépassé 5 %.

#### Les avancées des années 1950
La création de l'échelle mobile des salaires date de "l'économie semi-dirigée" qui "suit la seconde guerre mondiale", jugée propice à "une politique nationale des salaires", dans une période où le mouvement ouvrier revendique alors « l’échelle mobile automatique et générale ». Mais l'indice nouvellement créé par l’Insee après la seconde guerre mondiale, dans une période de rationnement, se limite initialement des prix à Paris pour une trentaine de produits, et pour devenir le pivot de « l’échelle mobile des salaires », il faudra qu'il soit étendu au reste de la France et à un panier beaucoup plus représentatif de 200 biens.
Le dossier est "en suspens depuis la libération des salaires en février 1950", suivie en août 1950 de la définition légale d’un SMIG qui sera adopté par le parlement en 1952, comme base de l'échelle mobile des salaires, alors que, depuis 1936, le salaire minimum l’était par branche et par région.
Les décrets du 23 août 1950 et du 24 mars 1951 "paraissent avoir favorisé" une insertion de "clauses échelle mobile dans les accords de salaires" mais c'est surtout "dans les professions où elles ont un caractère traditionnel": la presse le 30 novembre 1950, les journalistes le 12 juin 1951,les cuirs de Mazamet le 12 octobre 1950, la chaussure en avril 1951, les cordonniers- bottiers le 15 mai 1951 et les industries de pâtes à papier la 23 novembre 1951.
Le contexte avait amené la CGT à lancer dès janvier 1950 une campagne pour une prime de 3 000 francs par salarié, pour se prémunir des "prochaines hausses de tarifs publics", et la CFTC à surenchérir sur la CGT puis Force Ouvrière à réclamer une libération des salaires, couplée à une indexation du SMIG à Daniel Mayer, qui ne l'obtient pas et doit céder le portefeuille du Travail à Paul Bacon, peu avant la loi du 11 février 1950, qui préfère donner la liberté à la négociation salariale via des conventions collectives.
La CGT réclame ensuite officiellement cette échelle en janvier 1951 en raison de la hausse des prix, aggravée par la guerre de Corée, et des grèves de mars 1950 déclenchées par l'application décevante de la nouvelle loi du 11 février 1950 sur les conventions collectives, instituant "le retour à la libre négociation des salaires avec le patronat" qui voient les employeurs n'accorder que des hausses de salaires décevantes.
La nécessité d'une loi sur l'échelle mobile, plus incitative que celle de 1951, semble liée à une inflation proche de 25% l'an, après la politique de crédit facile" menée jusqu'en novembre 1951, peu avant que se produise une mévente de produits trop chers, ce qui amène au printemps 1952 un accord de modération des prix suivi en septembre 1952 d'un "blocage autoritaire" de ces prix, d'autant qu'il faut assurer une visibilité aux souscripteurs de la rente pinay.
Edgar Faure avait dès janvier 1952 proposé une indexation "soumise à un double seuil : la hausse mensuelle des prix doit dépasser 5% d’un mois sur l’autre" et un délai d’un mois est attendu pour la constater pour le SMIG mais en juin 1952 il avait été finalement décidé de relever ce seuil de déclenchement à 6%, et le délai de répercussion pour le SMIG à "deux mois sauf en cas de hausse mensuelle supérieure à 10%". C'est le principe d'un "indexation souple" car la majorité parlementaire de droite, à laquelle ne se rallie pas la gauche, "redoute une spirale inflationniste en cas d’indexation rigide", tandis qu'au même moment, le gouverneur de la Banque d'Italie Donato Menichella dénonce l'échelle mobile des salaires dans son pays comme un frein à une politique monétaire efficace.
Le contexte français était alors à un « retard » du salaire horaire d’environ 30 % par rapport aux prix de détail, le rapport masse salariale/PIB étant passé de 45% en 1948 à 42 % en 1952, même si la hausse nominale de la masse salariale était inquiétante pour les créanciers, 7% en 1949, 12 % en 1950, 24% en 1951 et 20% en 1952.
Même si leur Président du conseil Edgar Faure en fait "un élément essentiel de sa politique d'équilibre" les radicaux sont en février 1952 "à l'unanimité moins une voix contre le principe même de l'échelle mobile", Roger Gaborit dénonçant "un facteur permanent de déséquilibre budgétaire", un "instrument de déficit et d'inflation" et même "le cheval de Troie du communisme". Puis ils sont tentés de s'y rallier, à condition d'y ajouter une échelle similaire pour les pensions. Robert Coutant, député de la 3e du Nord rapporteur SFIO du projet, doit batailler contre l'avis défavorable du Conseil de la République, et reprend "purement et simplement le texte voté par l'Assemblée nationale le 26 février" 1952, obtenant d'être à nouveau désigné rapporteur en mai, face au communiste René Camphin. Entre-temps, le 8 mars 1952, grâce au ralliement-surprise, pour la première fois depuis 1947, de députés RPF, entraînés par Frédéric-Dupont, Antoine Pinay succède à Edgar Faure. Il voit dans ce projet né à gauche et amendé par Edgar Faure, un moyen d'"aider à l'apaisement social" au moment de lancer son grand emprunt et de contrebalancer le "gel des salaires" par "la satisfaction habile d’une revendication syndicale précédente" qui fait l'objet d'une pression "forte sur ce thème depuis l’automne 1951" des syndicats CGT, FO et CFTC, tandis qu'une grande banderole, au congrès de la SFIO de mai 1952, déclame "En avant pour la prochaine vague de conquêtes sociales... Échelle mobile des salaires", aux côtés d'une une "large citation" de Léon Blum "condamnant le régime colonial".
Les grèves de 1953 en France sont dues au climat social tendu qui entoure cette question salariale. Si après plusieurs années de débats, l'échelle mobile des salaires (EMS) est enfin introduite en juillet 1952 par le gouvernement Antoine Pinay, sa mise en œuvre déçoit rapidement car elle s'effectue "très loin des discours". Le gouvernement Antoine Pinay reproche en effet à l'indice INSEE de ne pas prendre "en compte les promotions pratiquées par les commerçants" et cherche en réalité à "rompre la solidarité entre les différents échelons de l'échelle". Le gouvernement Antoine Pinay s'attache à tout faire pour que les seuils de déclenchement de l'échelle mobile ne soient pas atteints et ce sont finalement les conventions collectives qui doivent adapter localement « l’échelle mobile » vers le haut ou vers le bas, en fonction du coût de la vie dans chaque région, mais aussi des rapports de force, ou encore du volume d'heures supplémentaires nécessaire, ou même du réservoir régional de main d'œuvre féminine. La "succession d’années peu inflationnistes entre 1952 et 1957" a ensuite atténué les craintes "d’une impulsion mécanique de la crise des coûts", ce qui incite à améliorer la loi en ramenant le seuil de déclenchement "à 2 % en 1957" et plus 6%. Entre-temps, la non-application de la loi de juillet 1952 s'explique par le retour, souhaité par le gouvernement, à la stabilité des prix, et l'augmentation continue de la production, constatait dès 1955 le  professeur de sciences économiques Jean-Louis Guglielmi. Les clauses explicites d'indexation sont ensuite "interdites" dans les conventions collectives par une ordonnance du 30 décembre 1958 disposant que "dans les nouvelles dispositions statutaires ou conventionnelles", sont désormais "interdites" les "clauses prévoyant des indexations" fondées sur le SMIG ou "sur le niveau général des prix et des salaires". Un rapport est alors en cours de rédaction par le PDG de la SNCF Louis Armand dès 1959, mais il ne sera finaement pas publié, bien que commandé par l'économiste Jacques Rueff, soit très hostile aux rigidités économiques crées selon lui par les réformes imposées par la gauche après-guerre.
- 11 février 1950: loi sur les conventions collectives, dite de "libération des salaires";
- mars 1950: grèves dans la métallurgie en réaction à la loi de février;
- 23 août 1950: décret favorisant une l'échelle mobile dans les accords;
- août 1950: de la définition légale d’un SMIG;
- janvier 1951: la CGT réclame une loi sur l'échelle mobile;
- 24 mars 1951: décret favorisant une l'échelle mobile dans les accords;
- automne 1951: pression des syndicats CGT, FO et CFTC pour  l'échelle mobile;
- novembre 1951: fin de la politique de crédit facile
- fin 1951: la hausse nominale des salaires atteint 24%
- janvier 1952: Edgar Faure propose une indexation souple;
- 26 février 1952: l'Assemblée vote la loi Faure, le Sénat freine;
- 22 mai 1952: congrès de la SFIO;
- juin 1952: nouvelle loi seuil de déclenchement porté à 6%;
- été 1953: première grèves unitaire depuis 1936, dans le secteur public
- 1957: seuil de déclenchement ramené à 2%;

#### Mai 68 et le choc pétrolier de 1973
En 1968, les accords de Grenelle sont négociés avec les syndicats. En échange d'un arrêt de la grève générale qui mobilise près de dix millions de salariés, les employeurs acceptent de signer ce texte décidant une augmentation de 35 % du SMIG (salaire minimum interprofessionnel garanti), ce qui le fait passer le fait passer à 520 francs par mois, et de 10 % en moyenne, pour les autres salaires. Quatre jours après, le 31 mai 1968 sont signés les « Accords de Varennes » qui remplacent notamment le SMAG (salaire minimum agricole garanti) des ouvriers agricoles par le SMIG (Salaire minimum interprofessionnel garanti).
Un an et demi après, le Premier ministre Jacques Chaban-Delmas fait voter au parlement la loi 2 janvier 1970 qui transforme le SMIG en salaire minimum interprofessionnel de croissance (SMIC) et du décret no 70-160 du 27 février 1970.
Par ce texte, il est décidé une indexation automatique du SMIC non plus seulement sur l'indice d'inflation, mais également en fonction de critères liés à la croissance: si elle est faible, il doit être revalorisé d'au minimum  l'indice d'inflation, et si elle est fort d'un peu plus.
Les centrales syndicales publient alors leurs propres indices de prix après le premier choc pétrolier de 1973, qui génère une inflation à deux chiffres, mais sans disposer de la "vaste machinerie" Insee de "récupération des données de caisse de la grande distribution", générant des débats qui reviennent dans les années 2000 lors de l'inflation liée au passage à l’euro.

#### Le plan Barre de 1976
Elle disparaît en deux temps, d'abord en septembre 1976 par le Plan Barre, après le premier des deux chocs pétroliers, celui de 1973, à  la fin des "Trente Glorieuses". Ce plan décide un blocage des prix et des salaires. Ce plan comporte un arrêté ministériel du 23 décembre, qui invite les entreprises à bloquer les prix ou à " modérer " leur hausse. D'autres pays empruntent la même voie, comme l'Italie, avec un projet de loi bloquant partiellement pendant deux ans l'application de l'échelle mobile des salaires, approuvé à la Chambre par 147 voix pour, 21 contre et 27 abstentions, tandis qu'aux Pays-Bas, un nouveau gouvernement néerlandais propose un plan de lutte contre l'inflation et le chômage prévoyant le blocage des salaires pendant deux ans. et l'Irlande, où les deux partenaires de la coalition au pouvoir décident fin 1976 un "blocage des salaires", afin de "combattre une inflation de 18%", avec l'appui des syndicats, qui se voient promettre en échange des réductions d'impôts sur les revenus. Le premier ministre britannique James Callaghan a lui évité les mesures prises par d'autres gouvernements européens grâce à la "paix sociale" et "l'appui quasi inconditionnel des leaders syndicaux", qui ont confirmé plusieurs années de suite un accord "sur les limitations des hausses de salaires".
En France, alors que le secteur public et nationalisé a strictement suivi ce plan Barre, le gouvernement de Raymond Barre a dans le secteur privé, souvent alerté par les préfets, sanctionné au premier trimestre 1977 une partie des près de 200 entreprises n'ayant pas respecté les directives du plan Barre en matière de salaires, pratiques qui avaient causé une "augmentation du pouvoir d'achat du salaire horaire de 0,6 %" sur cette période. La directive avait prévu que seules étaient autorisées à accorder des augmentations en janvier les entreprises où les salaires n'avaient en 1976 pas progressé de plus de 10%, tandis qu'une dérogation avait permis de mettre fin à la grève des éboueurs parisiens. Ce Plan Barre est renforcé par le « plan Barre II » d'avril 1977, qui a pour objectif déclaré "le blocage des salaires réels, considéré comme une condition nécessaire à la restauration de la rentabilité".

#### Années 1980
Après l'inflation du second choc pétrolier, l'indexation des salaires est "accusée de tous les maux comme la théorie keynésienne". L'échelle mobile aurait été supprimée en 1982 par Jacques Delors (PS) alors ministre des Finances dans le deuxième gouvernement de Pierre Mauroy (PS) sous la présidence de François Mitterrand,, mais une étude de l'OCDE de 1989 a souligné qu'en "Allemagne et en France, aucune clause d'indexation explicite n'avait jamais été appliquée", car elles étaient interdites, ces deux pays faisant partie de ceux "où les "mécanismes n'étaient qu'informels". Le "degré d'indexation" y a simplement "été réduit" au moment du second choc pétrolier ou peu après. Avant cette étude de l'OCDE en 1989, les économistes estimaient déjà que la désindexation de 1982 en France "restait à prouver". Les travaux de Michel Cabannes et Marc-Alexandre Sénégas, coordonnés par l'historien Maurice Lévy-Leboyer, ont plutôt conclu à une "modification des procédures d’indexation des salaires sur l’inflation en 1983-1984". La "liaison automatique des salaires à l’évolution du coût de la vie" à ce moment-là "ne concerne qu’une partie difficilement évaluable de l’ensemble des salariés", qui va "de 10 à 65 % selon les sources", même si va s'installer l'idée qu'elle a pris fin en 1982. On ne la retrouve parfois "que dans les conventions conclues au niveau de certaines entreprises d’une même branche d’activité". "Là où elle est pratiquée, "elle ne touche que rarement l’intégralité de la rémunération", d'autant que "les primes en sont généralement exclues".
Craignant qu'une sortie du franc du SME n'entraine la mort de ce dernier, où la lire et la livre ne sont pas encore présents, et mette à mal la coopération avec l'Allemagne, Jacques Delors a décidé dans un plan de juin 1982 un blocage des prix et des salaires temporaire, sur fond d'inflation à deux chiffres en 1980 et 1981, dans un objectif de désinflation compétitive. Le taux d’inflation passe les années suivantes au-dessous de 4%, après avoir baissé dès 1983, en raison d'une baisse de la croissance, d'une hausse du chômage, mais surtout du contre-choc pétrolier (1982-1986) et son "choc Volcker". Est dressé alors  "un bilan catastrophiste et carricatural de l'expérience de 1981",. Pour l'historien de l'économie Pierre-Cyril Hautcoeur, à partir de 1982, on assiste surtout à un "recul de l’influence des conventions de branche, au profit de la négociation d’entreprise", qui renforce cette tendance à la forte désinflation
Les clauses explicites d'indexation étaient, elles déjà "interdites" dans les conventions collectives, selon deux économistes qui ont analysé en 1989 les données des Conventions collectives signées au niveau national dans huit branches, sur la période 1970-1988 ont constaté pour la période 1970-1982, seules sont disponibles l'évolution des salaires minima professionnels de branches et pas les salaires effectivement versés, qui en Amérique du Nord sont disponibles. Cependant, une étude de 1988 du Ministère du travail a conclu à "un lien étroit entre évolution des salaires réels et évolution des salaires conventionnels pour les branches qui signent ou ont signé régulièrement des accords ou des recommandations patronales".
Après 1982, "la programmation des hausses de salaires tend à se généraliser", comme dans la papeterie, plus que l'indexation proprement dite. L'objectif du plan « Delors », était de "modifier les modalités même de l'indexation" et d'instaurer une anticipation d'inflation plus réduite comme norme dans la négociation salariale.
Ce plan peut "réussir si l'indexations des salaires disparaît" écrivait cependant Le Monde dès octobre 1983, un an et demi seulement après.
Pour l'institut de conjoncture IPECODE, cette désindexation des salaires par rapport aux prix fait encore partie en octobre 1983 d'un "certain nombre d'hypothèses" et il n'en intègre pas moins "dans ses calculs une hausse de 6,5 % à 7% du taux de salaire horaire en 1984", susceptible de se traduire par "une baisse du revenu disponible des ménages" une deuxième année de suite et de causer la disparition au total "de 320 000 emplois en 1983 et en 1984 dans les branches marchandes", même si une inflation revenant à 6% environ en 1984, permettra selon l'IPECODE une possinle "baisse des taux d'intérêt de 1 à 2 points".
Avant 1982, deux catégories d'indexation étaient constatées, pour les minimas de branche:
— "par anticipation" sur l'inflation à venir;
— "à seuil automatique", activé lorsque l'indice des prix dépasse un certain niveau.
Après 1982, on voit aussi des "clauses de rattrapage en fonction de l'inflation passée", pour rattraper le pouvoir d'achat. Concernant le secteur public, le 5 septembre 1982, le premier ministre Pierre Mauroy a annoncé le souhait d'y mettre un terme, en déclarant à Europe1 qu'"il ne faut plus indexer les salaires sur les prix car cela entraîne l’inflation".
La "désinflation compétitive" alors orchestrée contre le clan des "Albanais" décrits comme "isolationnistes, parmi lesquels Laurent Fabius,, repose sur "la fixation d'une norme d'inflation à l'allemande obtenue par une politique délibérée de franc fort", et une série de réformes libérales : désencadrement des prix qui étaient encore à l'époque en partie fixés par l'État. Pierre Bérégovoy, autre partisan de la sortie du SME, y renonce en mars 1983 quand le président Mitterrand, fondamentalement "pro-européen" lui intime "Formez le gouvernement" et qu'il comprend qu'il est Premier ministre, de fait, même si Pierre Mauroy, qui faisait alors ses valises,, reste jusqu'aux élections européennes de 1984. Le néolibéralisme n'a à partir de là "plus guère d'opposants dans le jeu politique français". Le processus a été décrit par deux journalistes de l'AFP, Pierre Favier et Michel Martin-Roland, dans le premier tome de leur livre, "La Décennie Mitterrand" qui couvre la période 1981 -1984, grâce à l'accès à des archives jusqu'alors confidentielles,.

#### Années 2010, désindexations dans la fonction publique
Pour les agents de la fonction publique, les traitements sont liés à des grilles indiciaires dont les différents échelons sont définis par un nombre de points d’indices. L'abandon de l'échelle mobile des salaires dans le privé se traduit par le gel du point d'indice des fonctionnaires.
Le gel du point d’indice de la fonction publique décidé en 2010 succède à la "quasi-indexation antérieure", déclenchant "une baisse du pouvoir d’achat des fonctionnaires, compensée ici ou là par une politique de primes individuelles ou collectives à la main de la hiérarchie".
À titre d'exemple, au début des années 1980, un enseignant débutant gagnait l’équivalent de 2,3 fois le smic, en 2022, il touche environ 1,2 fois le salaire minimum. Plus généralement, le point d’indice a perdu 17,6 % de sa valeur en vingt-deux ans à partir des années 2000, si l’on tient compte de la hausse des prix.

#### Jurisprudence de 2017
En 2017, un arrêt de la Cour de cassation rappelle que toute clause d’une convention collective prévoyant des indexations automatiques sur le niveau général des prix ou des salaires ou sur le Smic est interdite, même si l’indexation n’est que partielle.

#### Tassement des hiérarchies salariales constaté en 2021
Le rattrapage des bas salaires par le smic, qui est lui indexé sur l’inflation, participe au sentiment de déclassement et de tassement des hiérarchies salariales. Pour les partisans de l'échelle mobile des salaires, indexer les salaires sur l'inflation "permet de détasser". Au 1er janvier 2023 selon la DARES, sur 17,6 millions de salariés du privé non agricole étudiés, 3,1 millions gagnent 1 398,69 euros net par mois. Environ 17,3 % d'entre eux sont au smic, contre 12 % seulement début 2021.
Entre 1995 et 2015, la proportion de salariés rémunérés au voisinage du SMIC, soit 1,1 fois le salaire minimum ou moins, était d'environ 11%.

#### Partage de la valeur ajoutée
Après quatre décennies de « modération salariale » et de baisses de « charges » sociales (CICE, impôts de production, etc), le taux de marge des entreprises a atteint en 2021 le niveau élevé de 35 % contre 25 % en 1982. La part des salaires dans la valeur ajoutée est passée de 74,1 % en 1982 à 65,4 % en 2019. La disparition de l'échelle mobile des salaires a contribué à la déformation du partage des richesses en faveur des profits et au détriment des salaires, et cette tendance s'aggrave en 2022 avec l'envol de l'inflation, l'année où démarre la guerre en Ukraine.

#### Propositions de loi de 2022
Le débat sur l'indexation est relancé au début des années 2020 car l'inflation atteint, selon l’Insee, 6,2% sur un an en octobre 2022, l'année où démarre la guerre en Ukraine.
Elle est visible sur un chariot type de course, montant même à 11,8% pour l'alimentation et 19,2% pour l'énergie, niveaux jamais atteint depuis 1985 et en 2022 les salariés français ont connu en moyenne une perte de pouvoir d’achat de 3% Par un effet de cliquet, une fois les salaires augmentés, il semble difficile d'obtenir une  baisse générale des prix malgré certaines marges qui ont augmenté,,.
En 2022, seule l’indexation automatique du salaire minimum interprofessionnel de croissance (smic) a été maintenue, sans remise à niveau des grilles de salaires des branches professionnelles et des grilles indiciaires dans la fonction publique,.
C'est à partir de 2022 que les propositions d'indexation des salaires sur les prix se multiplient, après dès 2013, une proposition de loi des députés communistes,
François Ruffin, député LFI en rédige une en mai 2022,. En juin 2023, une proposition de loi soutenue par les députés La France insoumise(LFI)  Aurélie Trouvé (Seine-Saint-Denis), Matthias Tavel (Loire-Atlantique) et Hadrien Clouet (Haute-Garonne) « visant à une meilleure répartition des richesses créées dans les entreprises et à la hausse des salaires » prévoit une échelle mobile des salaires du secteur privé. Dans une nouvelle version, les députés LFI de Seine-Maritime et de la Somme Alma Dufour et François Ruffin "ont tranché pour un seuil à deux fois le salaire médian dans le secteur privé". Le 2 novembre 2023, le député du Nord Fabien Roussel a déposé une proposition pour proposer, lui aussi, d’indexer tous les salaires. Pour leur niche parlementaire du 30 novembre 2023, c'est l'ensemble des députés LFI, menés par Aurélie Trouvé, qui "assument désormais de vouloir indexer les salaires", mais sans obtenir le soutien des députés RN.

### Italie

#### Création en 1946
L'échelle mobile émerge en Italie, à la fin de la seconde guerre mondiale avec l'accord de la Confindustria, pour être rapidement généralisée par l'accord interconfédéral du 24 octobre 1946, qui créé dans le privé, notamment dans le secteur industriel, "l’indemnita di contingenza", suivant régulièrement la variation du coût de la vie, mais avec des "délais d’ajustement" de trois mois.
Avant la guerre, « en voulant utiliser la monnaie forte comme le symbole d'un État fort et en réévaluant la lire, Mussolini poursuivait le rêve d'une autosuffisance de l'économie nationale », selon Massimo Amato, chercheur à l'Istituto di Storia Economica de l'université Bocconi, mais après la guerre, les choix de méthodes pour combattre l'inflation sont plus keynésiens et moins axés sur la monnaie. Etendue en 1957 à l'agriculture, l'échelle mobile des salaires devient un élément de paix sociale important.

#### L'accord du 25 janvier 1975 avec Giovanni Agnelli
L'échelle mobile des salaire est généralisée par l'accord signé le 25 janvier 1975 entre Giovanni Agnelli alors « patron des patrons italiens » et Luciano Lama, dirigeant de la Confédération générale italienne du travail (CGIL).
C'est alors l’unification du "punto di contingenza" représentant 1% du salaire (équivalent du point d'indice), qui voit "sensiblement estompées" les divergences de salaires du secteur industriel entre catégories supérieures et ouvriers: l'écart de 3,8 en 1965, déjà revenu à 3,3 en 1972, descend à 2,7 en 1975 dans un pays à la forte progressivité de l'impôt sur le revenu, et cela se produit aussi dans la fonction publique et les entreprises à participation d’État.

#### L'échelle suspendue en octobre 1976 avant le prêt du FMI
L'indexation des salaires sur les prix est suspendue en octobre 1976 par un plan anti-inflationniste plus global qui fait suite à une crise du Système monétaire européen, celle de l'année 1976, où la lire est attaquée, sur fond de réticences américaines à accorder à l'Italie un prêt du FMI apparues discrêtement puis dans la presse au Sommet du G7 de 1976, à Porto Rico, réunissant des « pays très inquiets de la crise » et de la chute accélérée de la livre sterling, un consensus se dégageant pour que l'activité industrielle soit freinée, à l'initiative des Américains, en particulier du sherpa du président américain Gerald Ford, George P. Shultz, ex-secrétaire au Trésor sous l'administration Nixon, avec l'adoption de mesures d'austérité budgétaire et salariales qui se concrétisent quelques semaines après en France par le Plan Barre du Premier ministre Raymond Barre. Les députés italiens votent par 147 voix pour, 21 contre et 27 abstentions le projet de loi bloquant partiellement pendant deux ans l'application de l'échelle mobile: les salariés touchant plus de 6 millions de lires par an voient "la moitié des augmentations de rémunération résultant de l’indexation, convertie en bons du Trésor non négociables pendant cinq ans", mesure qui n’est cependant "restée que quelques mois en vigueur".
Les syndicats italiens annonceront à leur tour une importante concession, via l'accord du 30 mars 1977, considéré comme "un succès pour le président du conseil Giulio Andreotti". Le prêt du FMI est accordé peu après, le 18 avril 1977,

#### Grève général de 1982
Des négociations en vue d'un réaménagement de l’échelle mobile démarrent en 1981 entre le patronat et syndicats italiens, sur fond de récession du début des années 1980 déclenchée par le second choc pétrolier et son corollaire, le "choc Volcker". Elle sont marquées par une "attitude intransigeante" de la Confédération générale italienne du travail (CGIL), proche du parti communiste italien, ce qui permet à la Confindustria de dénoncer le 1er juin 1982 l’accord qu'elle avait signé en 1975, un événement qui a "quelque peu désorienté le monde politique". Dès le lendemain démarre une grève générale, soutenue par les plus grandes manifestations depuis plus de 10 ans. Une seconde grève générale met à l'arrêt "tous les secteurs de la vie économique" à partir du 25 juin, et l’Association des entreprises nationalisées dénonce à son tour l’échelle mobile. Quelques jours avant l'échéance des deux dénonciations, qui arrive au 31 janvier 1983, le gouvernement Fanfani a "imposé" un accord réformant l’échelle mobile, qui "provoquera en moyenne une baisse du pouvoir d’achat de 1 %", mais compensée par "une diminution des impôts et un relèvement des allocations familiales".

#### Pétition du PCI avant la loi 14 février 1984
L'échelle mobile est ensuite atténuée sous le Gouvernement Craxi I le 14 février 1984 par une loi, votée" dans la foulée de cet accord. Le Parti communiste italien, opposé à cette affaiblissement de l'échelle mobile des salaires, mène une campagne de collecte de signatures pour une mise à référendum de son abrogation. Par referendum du 10 juin 1985, la population se prononce contre l’abrogation de cette loi, le Non l'emporte à près de 55 %.

#### Abrogation du 31 juillet 1992
L'échelle mobile des salaires est complètement abrogée le 31 juillet 1992 sous le Gouvernement Amato I, avec l'accord des différentes organisations syndicales dans l'espoir d'être accepté dans l'Union monétaire européenne.
Après quarante-six ans d'existence, l'échelle mobile des salaires disparaît à la suite d'un accord gouvernement, patronat et syndicats au terme de six mois de discussions difficiles afin de parvenir à une réforme globale du coût du travail en Italie.

### Luxembourg
Le système de l’indexation automatique des traitements et des salaires au coût de la vie existe depuis 1921 au Luxembourg. Il a été généralisé à l’ensemble du salariat en 1975. Selon la Chambre des salariés « c’est [...] une clause de paix sociale dans le contrat démocratique et social luxembourgeois. L’index est un facilitateur de négociations »,. Il se base sur un index basé sur 8 000 produits, il s'applique théoriquement à la hausse comme à la baisse dès que la variation des prix atteint 2,5%. Le gouvernement est tenté de remettre en cause l'indexation des salaires et l'a suspendu en 2022 risquant de remettre en cause la paix sociale. En premier les salariés frontaliers au Luxembourg sont visés,,.

### Union européenne
L'Union Européenne estime que « les clauses d'indexation des salaires peuvent faciliter la conclusion de conventions pluriannuelles ce qui stabilise les relations industrielles et réduit le risque de conflits récurrents en rapport avec la négociation des salaires » mais « l’indexation mécanique des salaires sur la base de l’inflation passée risque de créer une inertie et d’entraver la  capacité d’ajustement », en particulier quand « le pays fait partie d’une union monétaire dotée de taux de change nominaux irréversibles » comme la zone Euro, aussi « l'indexation peut facilement créer une spirale des salaires et des prix » , également elle « dessert l’ajustement sur le marché du travail, y compris lorsque des chocs frappent plusieurs secteurs, entreprises et emplois de manière différente ».
En Belgique, à Chypre, Malte et au Grand-Duché du Luxembourg, les travailleurs bénéficient encore de l’indexation automatique des salaires, ils appliquent un équivalent de l’échelle mobile des salaires.
Faute d'une telle mesure, une bonne solution pourrait être de réévaluer les salaires à l’échelle européenne, pour neutraliser les distorsions de compétitivité dues à l'inflation, au moins dans la zone euro.
À la suite de la pandémie de covid-19, la reprise économique importante en 2021, l'Invasion de l'Ukraine par la Russie en 2022, une crise énergétique mondiale de 2021-2022, les prix du gaz, du pétrole et de l'électricité s'envolent et se répercutent sur les chaînes de valeurs, relançant l'inflation dans l'Union européenne qui dévalue les salaires nominaux,.

## Analyse, controverses et débats
La question sous-jacente est qui doit payer pour l’inflation ? Indexer les salaires sur les prix, c’est faire payer les entreprises, ne pas le faire, c’est priver les salariés d'une partie de leur pouvoir d'achat,.
Si l’inflation s'installe sans hausse de salaire de même niveau, il y a un  risque social de  conflits,, de grèves, de précarité,. En Suisse, cela pourrait mettre fin à la paix du travail qui est liée à l’existence d’une convention collective en cours pour chaque branche,,.

### Positions du patronat
Pour s'opposer à l'échelle  mobile des salaires, le patronat met en avant le risque de perte de compétitivité entraînée par une boucle salaires-prix pouvant être enclenchée par cette mesure. Les économistes libéraux sont sur la même position. Pour ses détracteurs, l'indexation aurait par ailleurs "le vice majeur de mettre sur le même pied" les salariés des "entreprises prospères et entreprises en difficulté".

### Positions des organisations syndicales
Parmi les organisations syndicales, Force ouvrière estime que « la “smicardisation” découle de l’absence d’échelle mobile des salaires ». Selon la CGT, active dans les mouvements sociaux d'octobre 2022 sur la question du pouvoir d’achat, « il est temps de revenir à l’échelle mobile des salaires (…), un mécanisme de hausse automatique des grilles de salaires et des pensions de retraite sur l’inflation. Avec répercussion immédiate dans l’ensemble des branches »,,.

### Positions d'économistes
L'économiste Charles Dennery propose de créer une procédure de renégociation exceptionnelle des salaires en général, mais réservée aux périodes où l’inflation dépasse certains niveaux. Plus généralement, les économistes libéraux pensent que l'indexation des salaires sur les prix est en lui-même inflationniste amplifiant la hausse des prix, dans une spirale prix-salaire,,.
Selon l'économiste Liêm Hoang-Ngoc, ex-membre du PS, le « le retour de la boucle prix-salaire n’est pas en vue, tant la persistance du chômage de masse a affaibli le pouvoir de négociation des syndicats » Mais plutôt que le retour à l'indexation prônée de longue date par d'autres sociaux-démocrates, ou en France "une partie de la gauche proche du keynésianisme", l'économiste du PCF Évelyne Ternant préconise d'attaquer  l'"inflation du capital" à "la racine". Selon elle, les théories économiques libérales "attribuent l’inflation à court terme à la hausse des salaires", ce qui ne permet "pas de comprendre "l’inflation structurelle" du XXIe siècle, dont les prévisions s'avèrent "constamment inférieures au niveau réellement atteint", tandis que leur seconde explication, par la création monétaire a été relancée par "la montée en puissance des marchés financiers", qui a "dopé" cette création, mais le plus souvent sans que cela se voit car "sans incidence majeure sur les prix en raison de la baisse du coût salarial". Selon elle, deux types de déréglementations ont contre toute attente généré de l'inflation. Celle du marché du travail a permis au capital de "gonfler ses profits" à court terme en réduisant les dépenses humaines et celle des marchés financiers a incité les multinationales à bénéficier des spéculations sur le marché mondial des matières premières agricoles et à aussi "optimiser leur rentabilité" en recourant à des productions regroupées en quelques axes "à l’échelle de la planète" ce qui a provoqué à intervalles réguliers des pénuries, à chaque fois que ces chaînes d’approvisionnement simplifiées et deshumanisées ont craqué, comme lors de la crise Covid de 2020 et 2021, suivie en 2022 par la guerre en Ukraine. À plus long terme, la productivité globale plafonnant ou baissant, le capital répond par des hausses de prix pour préserver les dividendes.
D'autres économistes estiment aussi que ce n'est pas la boucle prix-salaire qu'il fallait redouter en 2022 concernant le redémarrage de l'inflation à la suite de la crise du covid, de la crise énergétique, de l'invasion de l'Ukraine par la Russie, mais la boucle prix-marge, ou prix-profit. Fabio Panetta, membre du directoire de la BCE estime ainsi que « certains producteurs ont exploité l'incertitude créée par une inflation élevée et volatile, et les inadéquations entre l'offre et la demande pour augmenter leurs marges au delà de ce qui était nécessaire pour absorber l'augmentation des couts ».